# Giovanni Battista Gianquinto
Giovanni Battista Gianquinto, detto Titta, Giobatta, leone di San Marx (Trapani, 12 febbraio 1905 – Venezia, 21 aprile 1987), è stato un avvocato, politico e partigiano italiano.

## Biografia
Avvocato penalista, fu dirigente del PCI, antifascista, partigiano, sindaco di Venezia, deputato e senatore.
Nato in Sicilia, dopo essersi diplomato al Liceo Classico Ximenes di Trapani, si trasferì in Veneto, ricalcando il percorso seguito del fratello maggiore Antonino, che si era precedentemente laureato dottore commercialista presso Ca' Foscari. Laureatosi a sua volta in giurisprudenza a Padova nel 1928, si sposò a Venezia, e divenne veneziano d'adozione.
Aderì prima al Partito Repubblicano Italiano e successivamente al Partito Comunista Italiano. Come avvocato penalista fu considerato tra le figure di maggior prestigio del tribunale di Venezia. Fu un attivo antifascista e partecipò alla Resistenza.

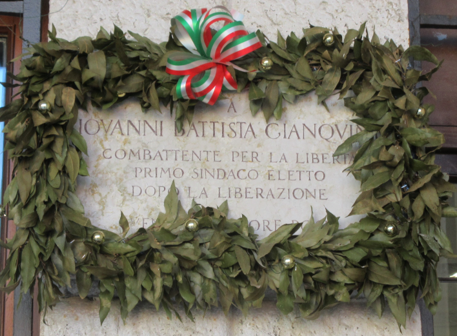
Lapide ricordo sul municipio di Venezia

Nel 1945 fu nominato dal CLN vicesindaco di Venezia nella Giunta di Giovanni Ponti e successivamente fu eletto sindaco dal 1946 al 1951.
Continuò l'attività amministrativa come consigliere comunale dal 1951 fino al 1970. Nel 1975 fu eletto assessore agli affari Istituzionali.
A livello nazionale fu eletto nelle liste del PCI deputato nel 1953 e senatore nel 1958, nel 1963 e nel 1968.
A lui è intitolato il Palasport di Venezia, costruito nel 1976.